# Ardenais
Ardenais település Franciaországban, Cher megyében. Lakosainak száma 203 fő (2022. január 1.). Ardenais Le Châtelet, Loye-sur-Arnon, Marçais, Reigny és Saint-Pierre-les-Bois községekkel határos.

## Népesség
A település népessége az elmúlt években az alábbi módon változott:
| Lakosok száma | 276  | 198  | 179  | 190  | 212  | 207  | 200  | 199  | 199  | 203  |
|               | 1968 | 1982 | 1990 | 2006 | 2013 | 2015 | 2017 | 2019 | 2020 | 2022 |